# Hanomag Sturm

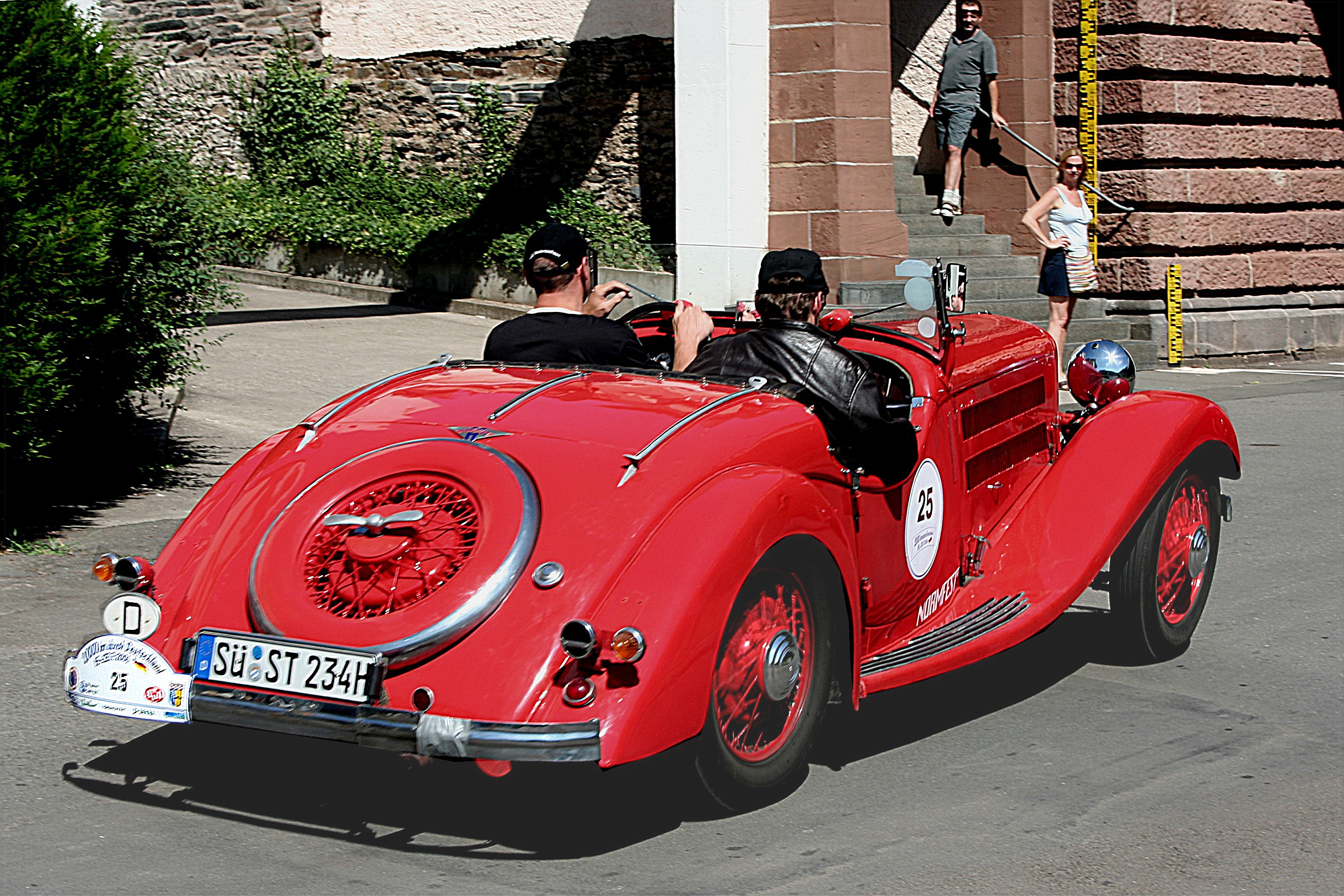
Hanomag Sturm bei der Rallye 2000 km durch Deutschland 2006 in Traben-Trarbach

Der Hanomag Sturm Typ 22 K wurde 1934 von dem hannoverschen Automobilhersteller Hanomag als erstes Modell der oberen Mittelklasse auf den Markt gebracht.
Sein Sechszylinder-Reihenmotor mit hängenden Ventilen, seitlicher Nockenwelle und 2,25 Liter Hubraum leistete 50 PS (37 kW) bei 3500/min und leitete seine Kraft über ein Vierganggetriebe auf die Hinterräder weiter. Der Wagen hatte einen Kastenprofil-Niederrahmen, hinten eine Starrachse, die an Halbelliptik-Blattfedern aufgehängt war, und vorne Einzelradaufhängung an Querblattfedern. Rahmen und die Bauart des Motors entsprachen denen des kleineren Modells Rekord, wobei der Motor sechs statt vier Zylinder hatte. Der Wagen war als zwei- oder viertürige Limousine (mit Karosserie von Ambi-Budd), als 4-sitziges Cabriolet oder als 2-sitziger Roadster verfügbar.
1936 wurden die Cabriolets und der Roadster mit modernisierter und verlängerter Karosserie unter dem Namen Hanomag Sturm Typ 23 K weitergebaut. Sie bekamen Lochscheibenräder. Die 4-türige Limousine erhielt ein Chassis mit längerem Radstand und behielt als Hanomag Sturm Typ 23 Kl zunächst die Scheibenräder bei.

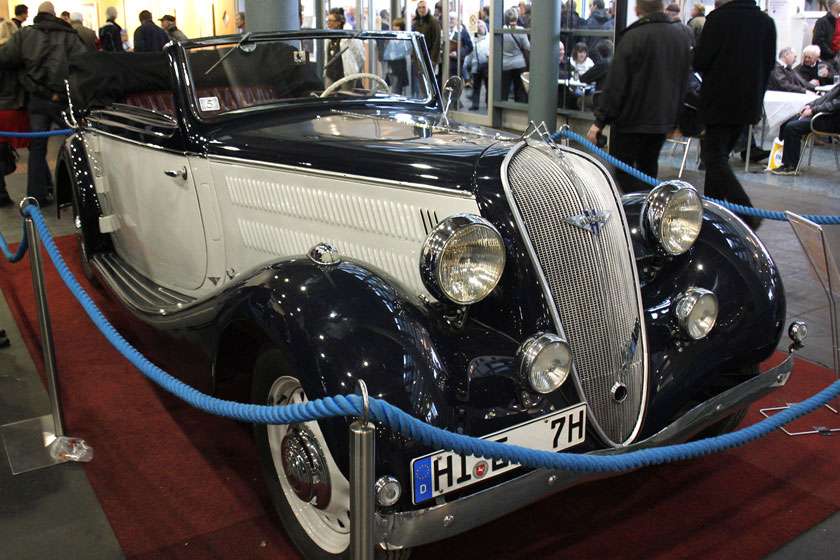
Hanomag Sturm Cabriolet von 1938 mit Karosserie von Hebmüller.
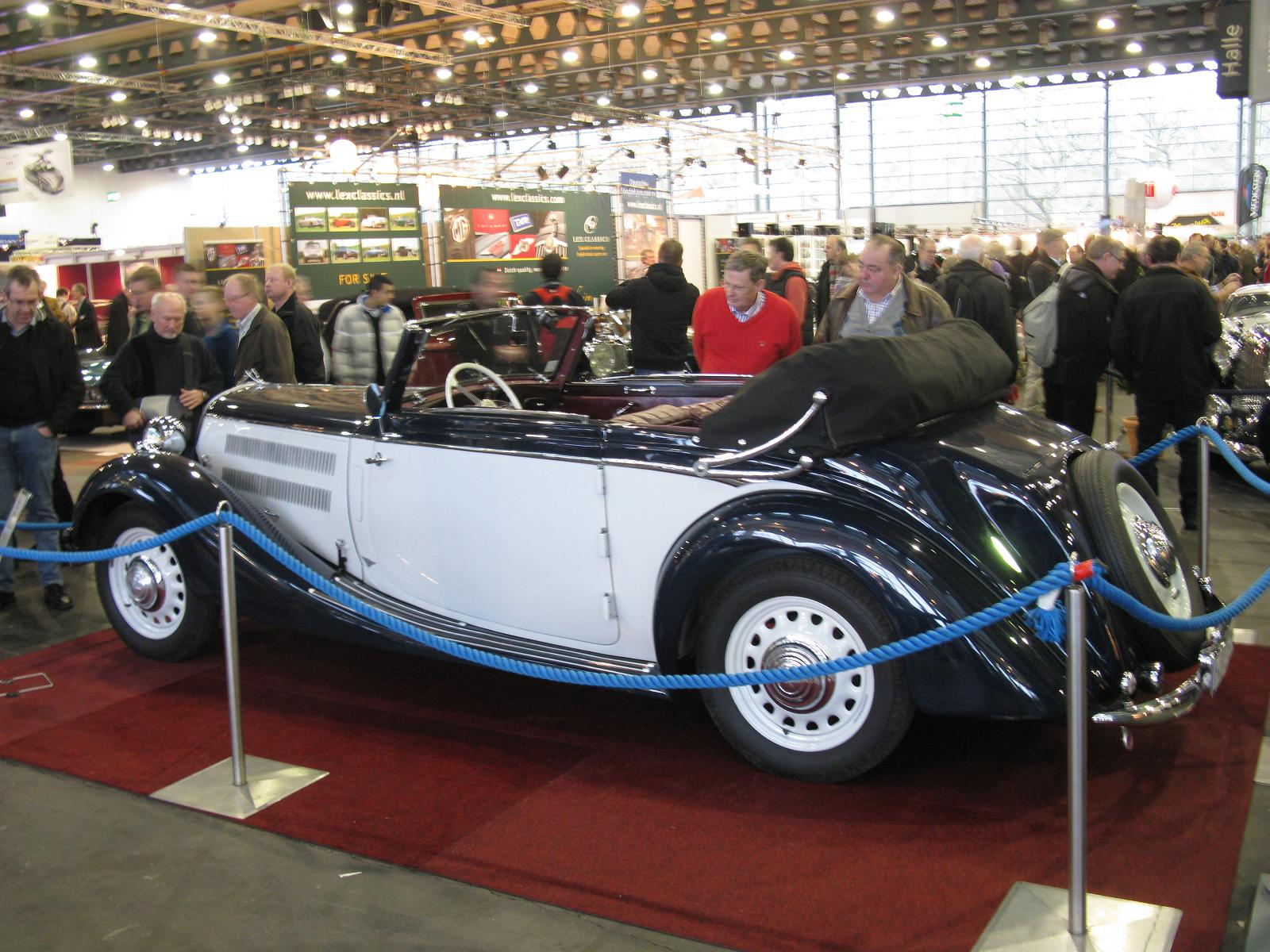
Hanomag Sturm Cabriolet von 1938 mit Karosserie von Hebmüller.
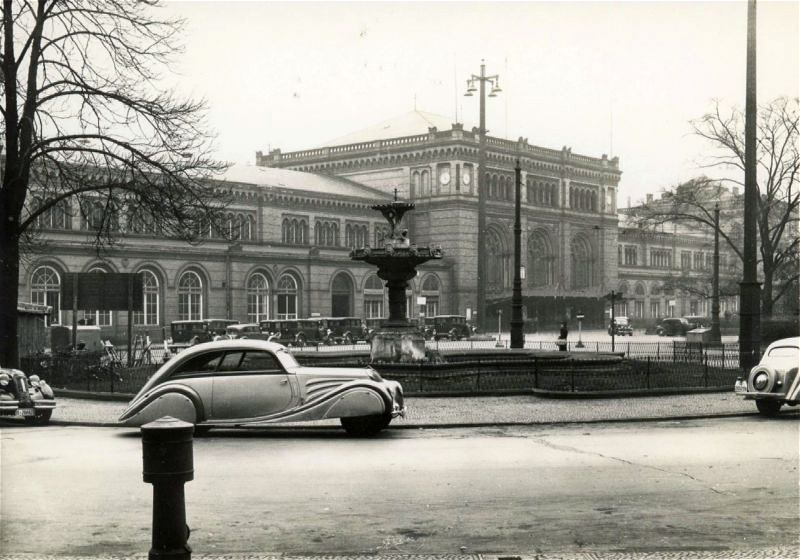
Hanomag Sturm 2-Türer mit einer seltenen Karosserie von Hebmüller.

Ab 1937 wurde für alle Modelle ein stärkerer Motor mit 55 PS (40 kW) Leistung angeboten. Die Limousine bekam nun Lochscheibenräder.
Eine Version mit einem Dieselmotor war zunächst geplant und wurde auf der Pariser Automobilausstellung 1936 gezeigt. Sie hatte einen Sechszylindermotor mit 2860 cm³ und leistete 37 kW. Dies wäre der erste Sechszylinder-Dieselmotor in einem deutschen Serien-Pkw gewesen. Hanomag nahm jedoch keine Serienproduktion auf.
1939 wurde die Produktion des Hanomag Sturm nach insgesamt 4885 Fahrzeugen eingestellt.

## Technische Daten
| Typ                   | Sturm Typ 22 K      | Sturm Typ 23 K         | Sturm Typ 23 Kl        |
| Bauzeitraum           | 1934–1936           | 1936–1939              | 1936–1939              |
| Aufbauten             | L2, L4, Cb2, R2     | Cb2, R2                | L4                     |
| Motor                 | 6 Zyl. Reihe 4-Takt | 6 Zyl. Reihe 4-Takt    | 6 Zyl. Reihe 4-Takt    |
| Ventile               | obengesteuert (ohv) | obengesteuert (ohv)    | obengesteuert (ohv)    |
| Bohrung × Hub         | 71 mm × 95 mm       | 71 mm × 95 mm          | 71 mm × 95 mm          |
| Hubraum               | 2252 cm³            | 2252 cm³               | 2252 cm³               |
| Leistung (PS)         | 50                  | 50–55                  | 50–55                  |
| Leistung (kW)         | 37                  | 37–40                  | 37–40                  |
| bei Drehzahl (1/min)  | 3500                | 3500                   | 3500                   |
| Drehmoment (Nm)       |                     |                        |                        |
| bei Drehzahl (1/min)  |                     |                        |                        |
| Verdichtung           | 5,7–6,2 : 1         | 5,7–6,2 : 1            | 5,7–6,2 : 1            |
| Verbrauch             | 14 l / 100 km       | 14,5 l / 100 km        | 14,5 l / 100 km        |
| Getriebe              | 4-Gang              | 4-Gang                 | 4-Gang                 |
| Höchstgeschwindigkeit | 110 km/h            | 110–114 km/h           | 110–114 km/h           |
| Leergewicht           | 1250–1320 kg        | 1350 kg                | 1400 kg                |
| Zul. Gesamtgewicht    | 1700–1770 kg        | 1800 kg                | 1850 kg                |
| Elektrik              | 6 Volt              | 6 Volt                 | 6 Volt                 |
| Länge                 | 4450 mm             | 4700 mm                | 4580 mm                |
| Breite                | 1620 mm             | 1620 mm                | 1620 mm                |
| Höhe                  | 1620 mm             | 1620 mm                | 1630 mm                |
| Radstand              | 3050 mm             | 3050 mm                | 3150 mm                |
| Spur vorne/hinten     | 1350 mm / 1350 mm   | 1350 mm / 1350 mm      | 1350 mm / 1350 mm      |
| Wendekreis            | 12 m                | 12 m                   | 12,5 m                 |
| Reifengröße           | 5,00-17"            | 5,25-18" oder 5,50-18" | 5,25-18" oder 5,50-18" |

- L2 = 2-türige Limousine
- L4 = 4-türige Limousine
- Cb2 = 2-türiges Cabriolet
- R2 = 2-türiger Roadster

## Quelle
Werner Oswald: Deutsche Autos 1920–1945, 10. Auflage, Motorbuch Verlag Stuttgart (1996), ISBN 3-87943-519-7.